# Petungasri
Petungasri is een bestuurslaag in het regentschap Pasuruan van de provincie Oost-Java, Indonesië. Petungasri telt 6982 inwoners (volkstelling 2010).